# Chumma
Chumma is een geslacht van spinnen uit de  familie van de Macrobunidae. 

## Soorten
- Chumma bicolor Jocqué & Alderweireldt, 2018
- Chumma foliata Jocqué & Alderweireldt, 2018
- Chumma gastroperforata Jocqué, 2001
- Chumma inquieta Jocqué, 2001
- Chumma interfluvialis Jocqué & Alderweireldt, 2018
- Chumma lesotho Jocqué & Alderweireldt, 2018
- Chumma striata Jocqué & Alderweireldt, 2018
- Chumma subridens Jocqué & Alderweireldt, 2018
- Chumma tsitsikamma Jocqué & Alderweireldt, 2018